# Omosessualità in Giappone

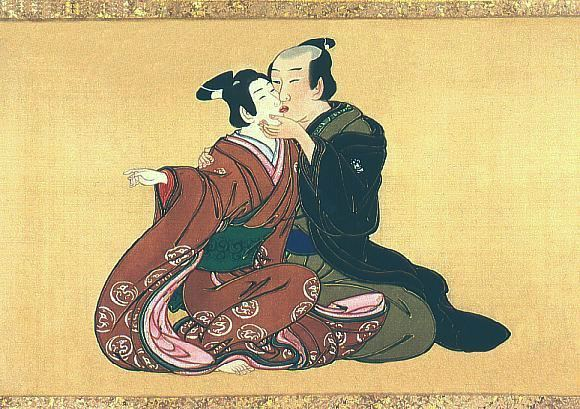
Miyagawa Isshō, Samurai Kiss, 1750 ca.

L'omosessualità in Giappone è stata documentata fin dai tempi antichi. Non è mai stata considerato un peccato da parte della società o della religione locali, ed è stata parzialmente regolamentata attraverso una proibizione legale soltanto per un brevissimo periodo (1873-1880) limitata alla sola sodomia, a causa dall'influenza culturale occidentale. Infatti prima dell'Età moderna in questo paese non vi erano delle leggi che regolassero in alcun modo il comportamento sessuale. Né lo Shintoismo né tanto meno l'interpretazione giapponese del Confucianesimo hanno mai contenuto alcun divieto al riguardo.
Contrariamente a quanto accade in Occidente, in Giappone la sessualità non viene intesa eminentemente in termini di morale, bensì di status e responsabilità civile.

## Definizioni
Durante il periodo Edo i termini utilizzati per indicare l'omosessualità erano shudō (衆道?), wakashudō (若衆道?) e nanshoku (男色?): tali parole non volevano indicar alcuna specifica identità, bensì esclusivamente il comportamento individuale (il termine segnalava il "fare", non l'"essere" o il "sentire"; l'atto sessuale può esser etichettato, non la persona che lo esegue).
Attualmente i termini più utilizzati sono dōseiaisha (同性愛者? lett. "persona amante del medesimo sesso"), o gli anglicismi gey (ゲイ? dall'inglese gay), rezubian (レズビアン? dall'inglese lesbian), poi contratto in rezu (レズ?), homosekushuaru (ホモセクシュアル? dall'inglese homosexual), contratto in homo (ホモ?).
I più comuni all'interno della comunità gay sono gei e rezu/rezubian; la definizione di omosessuale può essere utilizzata sia in modo positivo che peggiorativo, mentre il termine dispregiativo è okama. L'aggettivo gei è utilizzato di rado quando si parla di epoche antiche, mentre è intriso di una connotazione politica-occidentale che suggerisce la presa di coscienza moderna della propria identità gay.

## Storia

### Antichità
Le informazioni più antiche disponibili sul comportamento omosessuale in Giappone ci provengono, per la maggior parte, da fonti letterarie cinesi del VI secolo a.C., contenenti vari riferimenti al riguardo.
Il termine nanshoku (男色?) letteralmente significa "colori maschili": il carattere 色 indicante il colore assume lo stesso significato del "piacere sessuale". Questa parola è largamente la più utilizzata per riferirsi al sesso tra uomini nell'antico Giappone (così come per indicar la bisessualità era utilizzata la frase "portar la doppia lama"). Tutta una varietà d'oscuri riferimenti letterari all'amore tra persone dello stesso sesso esistono nelle antiche fonti, ma alcuni di questi sono così sottili che finiscono per esser poco affidabili, anche considerando il fatto che le dichiarazioni d'affetto (anche molto forti, profonde, accese) tra amici o compagno d'armi erano molto comuni a quel tempo.
Purtuttavia i riferimenti esistono e sembrano moltiplicarsi durante il periodo Heian (XI secolo): in Genji monogatari gli uomini sono spesso profondamente affascinati dalla bellezza della gioventù maschile. Il Genji monogatari è un romanzo, ma alcune cronache dello stesso periodo contengono testimonianze riguardanti atti omosessuali, alcune riferite anche ad imperatori coinvolti in "liaison particolari" o che "assumevano" bei giovani per impiegarli all'interno della corte reale (gli "amici di letto"). Anche in Ise monogatari si possono apprezzare i sentimenti d'angoscia riflessi in molte composizioni poetiche scritte da uomini impegnati sentimentalmente con altri uomini. È infine possibile trovar riferimenti anche di giovani che s'innamorano di travestiti che credevano fossero ragazze.

### Mondo monastico
L'omosessualità era comune tra i dotti buddhisti. I monasteri buddhisti sembrano anzi esser stati i primi centri di attività omosessuale nel Giappone antico: ciò sembra iniziare con la storia del grande eroe culturale Kūkai (774-835) noto dopo la sua morte come Kobo Daichi, fondatore della scuola buddhista Shingon (una leggenda vorrebbe che sia stato addirittura lui ad aver inventato e fatto conoscere la pratica omosessuale).
Quello che viene generalmente tramandato è che sia stato proprio lui ad introdurre il nanshoku in Giappone, in seguito al suo ritorno dalla Cina durante il periodo T'ang (IX secolo). Tuttavia Kukai non affronta quest'argomento in nessuna delle sue opere maggiori. Va inoltre notato che qualsiasi attività sessuale (sia etero che omo, in egual misura) era esplicitamente vietata dal codice di disciplina monastica buddhista, il Vinaya. Nonostante ciò non s'impedì al Monte Koya, sito del monastero di Kobo, di diventar sinonimo di "amore fra persone dello stesso sesso": sembra abbastanza chiaro che i primi gruppi noti ("ufficiali") di omosessuali in Giappone siano stati composti da monaci. Un vario numero di monaci sembra difatti aver interpretato la sua promessa o voto di castità come non riguardante (quindi non applicabile) i rapporti omo; questo fatto era sufficiente per imbastire storie o relazioni tra giovani monaci e accoliti, raccontati in opere letterarie conosciute col nome di Chigo monogatari. I Gesuiti riferirono terrorizzati della sodomia che esisteva all'interno del clero buddhista.

### In campo militare
L'omosessualità era un modo onorevole di vivere tra i leader militari e/o religiosi del paese, ed era comune all'interno della cultura dei samurai. Dagli ambienti religiosi dov'era situato originariamente, l'amore nei confronti d'un compagno dello stesso sesso si trasferì in ambito militare, nella classe guerriera dunque, ov'era consuetudine per un giovane samurai essere apprendista di vita d'un uomo più anziano ed esperto: il giovane sarebbe stato anche l'amante dell'uomo più grande per molti anni, fino alla conclusione del suo apprendistato. Questa pratica si definisce come shudō, ed era una tradizione tenuta in gran considerazione dalla casta guerriera.

### Nella classe media
Quando la società giapponese iniziò a vivere lunghi periodi di pace, senza guerre o rivolte, le classi medie cominciarono a loro volta ad adottare molte delle pratiche della casta guerriera, finendo per fornire un'interpretazione commerciale, non più militare, dello shudō.
I giovani attori maschi, i kabuki, molto spesso lavoravano anche come prostituti quando non erano impegnati in teatro, sempre protetti da persone influenti e benestanti che arrivavano anche a competere ferocemente tra loro per poterne comprare i favori. Esisteva poi una vera e propria prostituzione maschile, che serviva una clientela a sua volta esclusivamente maschile, in bordelli o case da tè specializzate in tali servizi, ed era chiamata kagema.

### Prostituzione maschile nel Giappone tradizionale
Il termine storico giapponese per indicare il giovane di sesso maschile che si prostituisce è kagema (阴间?). Gli apprendisti di tale "ars amandi" erano spesso attori kabuki che, al di fuori delle scene, si trovavano a servir una clientela mista sia maschile che femminile. Per quanto riguardava invece il kagema non affiliato ad un teatro come kabuki poteva essere contattato attraverso i veri e propri (e molto fiorenti) bordelli maschili dell'epoca o quelle particolari case da tè specializzate in servizi kagema. Molti di loro erano stati venduti da bambini, in qualità di servitori, ai bordelli o ai teatri, e generalmente rimanevano sotto contratto decennale. Il kagema poteva a sua volta suddividersi in yaro (giovane uomo), wakashū (adolescente) e onnagata (imitatori del sesso femminile).
Di solito veniva pagato di più di una prostituta donna, pur mantenendo uno status del tutto equivalente; ed è stato un business fiorente fino alla metà dell'800. La parola continua ad esser utilizzata anche in tempi moderni all'interno del gergo omosessuale in Giappone.

### Arte dell'amore omosessuale
Molti dei migliori artisti dell'epoca, come Hokusai e Hiroshige Utagawa, si vantarono di documentare questo tipo d'amore nelle loro stampe conosciute come ukiyo-e ("pitture del mondo fluttuante"), quando non in disegni esplicitamente erotici conosciuti come shunga ("i dipinti della primavera").

## L'omosessualità nel Giappone moderno
Il Giappone non ha mai legiferato in modo esplicitamente anti-omosessuale, ha invece alcune leggi che cercano di tutelare i cittadini che lo sono: inoltre esistono delle tutele legali per le persone transessuali. Le relazioni tra adulti consenzienti dello stesso sesso sono perfettamente legali, ma alcune prefetture fissano un'età di consenso maggiore rispetto a quella richiesta per le attività eterosessuali. Esiste una legge che proibisce la discriminazione sul lavoro basata sull'identità sessuale, anche se non estende la protezione alla discriminazione basata su un più ampio concetto di orientamento sessuale (protegge in tal modo molto più la persona transessuale piuttosto che quella omosessuale).
Alcuni personaggi politici hanno cominciato da pochi anni a parlar pubblicamente della propria omosessualità: nel 2003 Aya Kamikawa è stata la prima candidata transessuale ad una carica pubblica. Nel 2005 Kanako Otsuji fece coming out dichiarando d'essere lesbica.

### Cultura di massa
Un certo numero di personalità che appaiono quotidianamente nella televisione pubblica di stato sono travestiti, gay o transgender, o comunque coltivano una tale immagine come parte del loro personaggio pubblico. Recentemente un certo numero di artisti ha cominciato a parlare pubblicamente della propria omosessualità comparendo in vari talk-show televisivi: gli esempi includono, tra gli altri, la ballerina Taba-chan, la talent scout Gakuseifuku Sakamoto, il maestro Ikebana Shougo Kariyazaki, il comico Ken Maeda e i due critici di cultura pop Piko e Osugi.
Akihiro Miwa, una drag queen ex-amante dello scrittore Yukio Mishima, è stata portavoce pubblicitaria per molte aziende che vanno dai prodotti di bellezza a quelli finanziari.
Mikawa Kenichi, un ex-idol e cantante j-pop gioca molto con l'ambiguità sessuale, sfumando il confine tra maschile e femminile utilizzando abiti e trucchi in stile prettamente en travesti: lo si può vedere in diverse trasmissioni televisive col nome di Peter-san.
L'attrice e cantante lirica Ataru Nakamura è stata una delle prime persone transessuali a diventar molto famosa in Giappone, dopo aver parlato della sua operazione di cambio di sesso da M verso F nello spettacolo di varietà Boku no ongaku nel 2006. 
Ai Haruna e Tsubaki Ayana, due celebrità d'altro profilo transessuali, han partecipato a molti spettacoli di varietà. 
Nell'aprile 2011 la modella Hiromi ha rivelato la propria omosessualità. 
Una sempre maggior quantità di personaggi gay ha poi iniziato ad apparire (con immagini del tutto positive) sulla TV giapponese, come nella serie live action (dorama) Hanazakari no kimitachi e con Tōma Ikuta e Shun Oguri, tratta dal manga Hana-Kimi, e Last Friends.

### Manga e anime
Moltissimi manga ed anime disponibili in vendita (principalmente rivolte ad un pubblico adolescente femminile) hanno come protagonisti, o comunque tra i personaggi principali, maschi omosessuali.
Sono diversi i termini usati in Giappone per riferirsi a loro: il più utilizzato è yaoi, un acronimo per la frase YAma nashi, Ochi nashi, Imi nashi ("nessun climax, nessuna risoluzione, nessun significato"), anche se un'etimologia popolare vuole farlo derivar da YAmete, Oshiri(ga) Itai ("Basta così, mi duole il sedere"). Il termine viene utilizzato per riferirsi esplicitamente al sesso gay tra adulti (così come yuri si riferisce a quello lesbico) all'interno d'una descrizione grafica (quindi fumetto o animazione) o teatrale. Esempi di yaoi sono Il cuneo dell'amore, Earthian, Fake: Un'indagine confidenziale, Kirepapa, Kizuna, Papa to Kiss in the Dark. È da notare che gli Yaoi sono per la maggior parte scritti da donne per un pubblico femminile, non a caso rappresentano situazioni romantiche con la tipica dinamica maschile-femminile tipica delle coppie eterosessuali.
Il termine shōnen'ai è invece utilizzato per riferirsi a situazioni di stampo più romantico che sessuale tra giovani personaggi gay: alcuni esempi sono Il poema del vento e degli alberi, Gravitation, Princess Princess, Gakuen Heaven, Antique Bakery, Junjō romantica, Loveless, Suki na mono wa suki dakara shōganai!!, Monochrome Factor.
Infine quando manga o anime vengono a descrivere attività sessuali tra ragazzi giovani o bambini si definiscono col termine shotacon, un esempio dei quali è Boku no Pico, viceversa, per la controparte femminile si usa il termine Lolicon, da Lolita complex, che più spesso però mostra la relazione di adulti con giovani ragazzine, anziché delle protagoniste fra loro.
Dalla metà degli anni novanta, hanno cominciato a divenire sempre più popolari i Bara manga (bara significa rosa in giapponese). Rappresentano in sostanza gli Hentai omosessuali, i protagonisti non sono più androgini come negli Yaoi (che possono essere più o meno espliciti dal punto di vista sessuale), ma con caratteristiche maschili estremizzate, come la muscolatura molto sviluppata o il corpo peloso, come per i bear occidentali. Chiamati anche Gei-Ate o Gei-comi ("gay-comics"), sono espressamente per un pubblico omosessuale maschile, tanto che al contrario degli Yaoi non abbiamo più la distinzione tra Uke e Seme tanto cara alle ragazze, bensì un rapporto alla pari.
Ciò non vuol dire che sia un genere esclusivamente a sfondo sessuale, ci sono titoli più seri in cui si accentuano tematiche adulte legate all'omofobia o alla violenza, di per sé già caratteristici del genere. Non a caso vengono definiti "Men's Love", al contrario dei "Boy's Love" che corrispondono agli Yaoi.
June infatti si riferisce a trame contenenti un qualche dramma romantico omosessuale tra personaggi adulti maschili. BL (da Boy's Love) si riferisce a storie che contengono giovani personaggi gay inseriti in un contesto romanzato drammatico (senza aver necessariamente contenuti o implicazioni sessuali) che poco spesso ha a che fare con la vera realtà gay. Esempio classico è il film Boys Love del 2006 interpretato dall'attore Takumi Saitō.
Il contenuto lesbico in anime e manga è molto meno pubblicizzato, ma esiste ed è conosciuto come yuri (che significa "giglio"): questo è un termine che si rivolge a un pubblico più ampio rispetto a yaoi. I fan però tendono a utilizzare yuri per riferirsi a scene grafiche sessuali, mentre vengono classificati come shoio-ai i contenuti puramente romantici. Un'altra parola divenuta di recente molto popolare in Giappone è GL o Girl's Love. V'è una gran varietà di titoli yuri, o che inglobano in sé, componenti fortemente yuri, come Utena la fillette révolutionnaire, Caro fratello, Maria-sama ga miteru, oltre alla celeberrima Sailor Moon (in particolare la 3ª e la 5ª stagione) e Strawberry Shake Sweet. Altri titoli che integrano pesantemente contenuti yuri, pur essendo destinati a un pubblico maschile, sono Kannazuki no miko, Strawberry Panic!, Simoun (serie animata) e Mai-HiME, senza contare gli storici Lady Oscar e La principessa Zaffiro.
Hentai e eroge sono altri termini che possono riferirsi più o meno parzialmente anche a storie d'impronta omosessuale: esempi di questi ultimi sono Sensitive Pornograph ed Enzai.

### Cinema
Nel primo decennio del XXI sec, rispetto a prima, c'è stato un vero e proprio boom cinematografico in Giappone di pellicole ispirate a storie che raccontano amori gay.
Tra film veri e propri e dorama ispirati ad anime e/o manga possiamo ricordare: 
- 1999 nen no natsu yasumi tratto dal manga Il cuore di Thomas;
- Like grains of sand;
- Blues Harp, con Hiroyuki Ikeuchi;
- Addicted to Love;
- Tabù - Gohatto, di Nagisa Ōshima;
- Antique Cake Store, tratto da Antique Bakery;
- Water Boys 2;
- First Love;
- Boys Love;
- Big Bang Love, Juvenile A-(46-okunen no koi), con Ryūhei Matsuda;
- Love my Life;
- Sukitomo, con Takumi Saitō;
- Princess Princess D, tratto dall'omonimo anime;
- Last Friends;
- Ai no kotodama;
- SchoolBoy Crush-(Boys Love 2);
- Itsuka no Kimi e;
- la serie dedicata a Takumi-kun, con gli attori Watanabe Daisuke e Hamao Kyosuke, una serie di film tratti da una raccolta di racconti manga;
- Tonari no 801-chan, con Seto Kōji;
- Bokura no ai no Kanade;
- Kindan no koi;
- Mendol - Ikemen Idol;
- M.V.;
- Ren'ai Shindan;
- Taiikukan Baby;
- Boku no Kareshi wo Shokai Shimasu;
- Otomen, con Masaki Okada;
- Parade;
- Junjou-Pure hearth, tratto da Junjou Romantica;
- Our future;
- Pyuupiru;
- Ouran High School Host Club, tratto da Host Club - Amore in affitto.